# Gianfrancesco Gonzaga
Gianfrancesco Gonzaga o  Gianfrancesco I Gonzaga (1395- 25 de septiembre de 1444 en Mantua), fue el V capitano del popolo de Mantua, desde 1407 hasta 1433, y primer marqués de Mantua, desde 1433 hasta la fecha de su muerte. 

## Biografía

### Primeros años
Gianfrancesco, nacido del segundo matrimonio de su padre, Francisco I Gonzaga, con Margarita Malatesta, en el momento de la muerte de su padre (ocurrida en 1407) tenía sólo 12 años. Gianfrancesco fue reconocido señor de Mantua el 20 de marzo de 1407, y hasta que alcanzó la mayoría de edad estaba bajo la tutela de su tío, Carlos I Malatesta. Gracias a la política pro-veneciana de su padre y de su tío, el pequeño Gianfrancesco se puso bajo la protección de la Serenísima (que envió un contingente de 150 lanzas para proteger la ciudad), lo que le permitió superar sin peligros los años que lo separaban de la mayoría de edad.
Gianfrancesco se casó el 22 de agosto de 1409 en Pesaro con Paola Malatesta, hija de Malatesta IV Malatesta, señor de Pésaro y de Fossombrone. Era de aspecto poco atractivo, y aportó a los Gonzaga una tara genérica que se transmitió a las siguientes generaciones: la joroba. A pesar de su aspecto, Paola era una dama de agudo ingenio e intelecto, y tuvo un papel primordial en los acontecimientos políticos de su marido. 
En su ausencia Gianfrancesco designó al conde Carlos Albertini de Prato como su sustituto en el gobierno de la ciudad. Más tarde fue encarcelado por conspirar contra él.

### Conducta militar
Con Gianfrancesco se inauguró una tradición de capitanes militares que hicieron la fortuna gonzaguesca en las siguientes generaciones. Sirvió en el ejército durante mucho tiempo bajo la bandera veneciana y acordó militar por Milán, sólo cuando este se alió con Venecia. Gracias a su habilidad militar Gianfrancesco reunió un importante patrimonio personal, y logró el engrandacimiento territorial en la zona aledaña, poniendo incluso las manos aunque por breve tiempo, en las tierras de Asola y Lonato, que durante muchas generaciones sucesivas fueron codiciadas por los soberanos de Mantua. A esas tierras se añadieron Viadana, Ostiano, Isola Dovarese y Rivarolo Mantuano, arrebatadas a la familia cremonesa de Cavalcabò.
Luchó por los Estados Papales y los Malatesta en 1412 y 1417, respectivamente, y fue capitano generale (comandante en jefe) de los ejércitos venecianos desde 1432. 
En 1418 Gianfrancesco hospedó en Mantua al papa Martín V, elegido por el Concilio de Constanza, que se quedó hasta febrero de 1419.
Gracias al apoyo de los venecianos, donde se convirtió en comandante del ejército, Gianfrancesco consiguió la expansión del estado hacia el oeste: le fueron vendidas de hecho, en 1431, las tierras de Lonato, Castiglione delle Stiviere, Castel Goffredo, Solferino, Redondesco, Canneto sull'Oglio, Sabbioneta, Ostiano  y Vescovato.

### Primer marqués de Mantua
En 1433, después de perseguirlo durante mucho tiempo, finalmente Gianfrancesco consiguió el título de marqués de Mantua. Ese título finalmente legitimaba y hacía devenir oficialmente hereditaria la posesión de Mantua por la familia. El título nobiliario le costó a Gianfrancesco el desembolso de 12.000 florines. El emperador Segismundo acudió a Mantua en septiembre de 1433 y al final de una lujosa ceremonia le entregó las insignias de marqués a Gianfrancesco. El escudo de armas de los Gonzaga se enriqueció con la cruz en rojo, aparte de las cuatro águilas imperiales. En la misma ocasión, Gianfrancesco se ligó aún más a la política imperial, firmando el compromiso de su hijo primogénito (y futuro marqués), Ludovico y Bárbara de Brandeburgo, sobrina del emperador. 
Los últimos años de su vida fueron, sin embargo, poco felices: primero debió asistir a la feroz rivalidad entre sus hijos Ludovico y Carlos. Abandonó la tradicional alianza con Venecia y entró al servicio de los Visconti de Milán, comenzando una guerra que fracasó  contra la Serenísima, lo que hizo que perdiera gran parte de los territorios laboriosamente conquistados para Mantua. El subsiguiente tratado de paz de Cremona, firmado el 20 de noviembre de 1441 con la Serenísima, le costó incluso una sanción de 4.000 ducados de oro.
Después de esos fracasos falleció el 24 de septiembre de 1444. 

### Mecenazgo y obras
Durante su reinado, en 1423 el famoso humanista Vittorino da Feltre fue llamado a Mantua como tutor de sus hijos y allí fundó con el aval de Gonzaga un grupo de enseñanza para niños pobres con talento al que llamó «per l'amor de Dio», así mismo, fueron convocados numerosos artistas, entre ellos Jacopino de Tradate y Pisanello (al que encargó pintar frescos en una sala del Palacio Ducal de Mantua) y otros, comenzando el rol tradicional de la ciudad como una capital del Renacimiento italiano. Fundó el primer taller en Italia para la manufactura de tapices. Hizo construir el palacio de Marmirolo y mando erigir en la ciudad la torre del campanario de San Andrés, la iglesia de Santa Paula y la iglesia de la Santa Cruz.

## Descendencia
Gianfrancesco y Paola Malatesta tuvieron seis hijos:
1. Ludovico (1412 - 1478), conocido como el Turco, fue II marqués de Mantua desde 1444;
2. Carlos († 1456), se casó con Lucía de Este y fue señor de Luzzara, Sabbioneta, Bozzolo, San Martino dall'Argine, Gazzuolo, Viadana, Gonzaga, Reggiolo, Isola Dovarese y Rivarolo;
3. Alejandro (1415-1466), señor de Castel Goffredo, Castiglione delle Stiviere, Ostiano, Canneto sull'Oglio, Redondesco y Mariana. Se casó con Inés de Montefeltro;
4. Margarita (1418-1439), se convirtió en marquesa de Ferrara al casarse con Leonel de Este;
5. Gianlucido (1421 - 1448), estudiante de derecho en Pavía y protonotario apostólico. Cuando murió su padre heredó las tierras de Volta Mantuana, Cavriana, Ceresara, San Martino Gusnago, Piubega, Rodigo y Castel d'Ario;
6. Cecilia (1425-1451) monja en el convento de Santa Clara en Mantua.